# Sougères-en-Puisaye
Sougères-en-Puisaye è un comune francese di 353 abitanti situato nel dipartimento della Yonne nella regione della Borgogna-Franca Contea.

## Società

### Evoluzione demografica
Abitanti censiti